# Татирино
Татирино (рос. Татырино) — присілок в Невельському районі Псковської області Російської Федерації.
Населення становить 21 особу. Входить до складу муніципального утворення Івановська волость.

## Історія
Від 2015 року входить до складу муніципального утворення Івановська волость.

## Населення
| 2001 | 2002 | 2010 |
| ---- | ---- | ---- |
| 32   | ↘29  | ↘21  |